# نفع قابل بیمه
نفع قابل بیمه، (به انگلیسی: Insurable Interest) نوعی از نفع مالی بوده، که فرد باید داشته باشد، تا قانونا پوشش بیمه قابل اجرا داشته باشد.
در مواردی چون بیمه‌های خسارت، از آنجا که عقد بیمه برای تأمین بیمه‌گزار، در برابر حوادثی است، که منافع مالی وی را تهدید می‌کند، به ناچار وی باید دارای نفعی باشد، تا موضوع قرارداد بیمه قرار گیرد. به نفع مزبور، نفع قابل بیمه شدن می‌گویند. این نفع باید مادی باشد به طوری که بتواند در بازار مورد ارزیابی قرار گیرد.
به‌طور کلی هیچ کس حاضر نیست مالی را بیمه کند که در آن هیچگونه نفعی ندارد. انسان وقتی در مالی نفع ندارد، تمایلی به بیمه کردن نیز در او ایجاد نمی‌شود، زیرا خرید بیمه مستلزم پرداخت هزینه‌ای به عنوان حق بیمه به بیمه‌گر می‌باشد و به همین دلیل قانون‌گذار در بسیاری از کشورها به صراحت قید کرده، که بیمه‌گزار باید در بقاء مورد بیمه ذینفع باشد. یعنی نفعش در آن باشد، که مال باقی بماند و به آن خسارت وارد نشود.